# 調律
調律（ちょうりつ）とは、楽器の音高を、演奏に先立って適切な状態に調整すること。楽器全体の音高は、楽器の各音の中の特定の音を特定の高さにすることで調整され、各音の音高の相対的な関係は、一定の音律に従って調整される。
調律の作業を行う者は楽器により異なる。電子ピアノや電子楽器のように設計時に行われるもの、ピアノやオルガンのように専門の技術者が行うものやギターのように演奏者や利用者が自身で行うものまである。

## 各種の楽器の調律

### 管楽器の調律

#### 木管楽器
歌口（口を付けるところ、マウスピース）に近い部分のジョイント部分で、管の抜き差しを行う。それ以外にもジョイント部分がある楽器では、適宜そのジョイント部分でも管の抜き差しを行う。
演奏中のピッチの微調整はアンブシュア（歌口をくわえる圧力など）や、息の勢い、替え指で行われる。リコーダーのような楽器では、替え指を使ったり、息の強さを変えたり、シェーディングといって音穴（トーン・ホール）を中途半端に塞いだり、スライド・フィンガリングといって音穴から指をずらして隙間を空けたりしてピッチをコントロールする。フルート、ピッコロでは楽器に対して息を吹き込む角度の変化でピッチが大きく変化する。

#### 金管楽器
管の途中のU字型のスライド式の二重抜き差し管（チューニング管、チューニングスライド、などと称する）の抜いた長さを調整して行う。U字型ではなく直管部分にチューニングスライドがある楽器もある。
演奏中のピッチの微調整は息のスピード、アンブシュア（唇の力の入れ具合）や、替え指で行う。トランペットのようにバルブのスライドの長さを指で変えられる楽器ではそれも使う。トロンボーンではスライドポジションの修正でも行う。フレンチホルンではベルに差し込んだ右手の調整でも行う。

### 弦楽器の調律
弦楽器における調律は、特に調弦（ちょうげん）と呼ばれる。糸巻きを回すことによって弦の張力を変化させ、開放弦の音高を変える。普通、最初にイ音で基準音を出し、ヴァイオリンとヴィオラとチェロではイ音の高さの弦をそれに合わせる。次に、5度調弦（隣接する弦同士の音程が完全5度である）であるので、隣接する弦を同時に弾き、高い弦の第2倍音と低い弦の第3倍音のうなりを用いて順次隣接する弦を調弦する。ただし、チェロではそれらの倍音をハーモニクス（フラジオレット）を使って出し、同音同士で調弦することも行われる。コントラバスでは多くの場合、最初に第2弦の第3倍音を基準音のイ音と合わせる。順次隣接する弦を調弦するが、4度調弦であるので、高い弦の第3倍音のフラジオレットと低い弦の第4倍音のフラジオレットを出して調弦する。
ギター・リュート属は、4度調弦、途中に長3度が含まれる。ハーモニクスを用いるのが好まれるが、一般にフレットは平均律を用いており、5フレット、7フレットのハーモニクスで調弦すると、高音弦になるにつれ、徐々に低く狂ってしまい、低音と合わなくなる（7Fハーモニクス---各弦の純正完全5度---は7F実音よりわずかに高い）。調子笛（ピッチパイプ）と呼ばれる、各弦の音高を出す笛を用いることも特に初心者の間では行われる。
今日では、ギターなどのポピュラー系の楽器の調弦はチューナと呼ばれる電子機器を使うのが一般的である。エレクトリックギターの場合は直接ギターの出力を、アコースティック楽器の場合は内蔵マイクロホンや洗濯バサミ状のピックアップで拾った音を電子的に処理し、一番近い音名とそこからのずれをアナログメーターを模した液晶の表示器でセント単位で表示したり、「フラット気味」「丁度よい」「シャープ気味」などのLEDで表示する。電子チューナは、楽器の初心者にとって最初の難関である調弦のハードルを著しく下げるだけでなく、練習時や調弦の音を出しにくい、あるいは聞きにくいライブ会場での迅速かつ正確な調弦に大いに役立つ。ギターに限らず、琴や三味線など伝統的な楽器にも使われ、初心者用の「入門セット」に含まれていることが多い。
ギター、特にエレクトリックギターでイントネーションと言う場合は、フレットの誤差を補正することを言う。ギターはフレットが固定されているので、一度調弦をすると各フレットポジションのピッチは固定される。しかし、ネックの収縮や弦の伸び、温度などのさまざまな要因により、各フレットポジションでのピッチが必ずしも設計どおり（ほとんどの場合は平均律）になるとは限らず、開放弦で厳密に調弦しても例えば1オクターブ上の12番フレットの音がオクターブから微妙に上下にずれてしまうことがある。多くのエレクトリックギターは、ブリッジ部分にねじで弦の支点を弦長方向に微調整する機構を持ち、これをイントネーションと呼ぶ。

### 打楽器の調律

#### 太鼓の調律
大太鼓、小太鼓などの太鼓には、リムに複数の調律ねじが付いていて、これを回すと皮にかかる張力が大きくなったり小さくなったりする。太鼓は明確な音高を持つ楽器ではないが、よく響く音高というのは存在する。皮にかかる張力が弱すぎるとたるんだ音になり、強すぎると皮を傷める。皮の中心を挟んで 180 度離れた調律ねじを対として扱い、360 度どの角度からも均一な張力がかかるようにし、皮にかかる張力が強すぎず、よく響く音高に調節する。
和太鼓やフレームドラムなど調律ねじが付いていない物は演奏者は調律は出来ない。また、その意味でプリチューンド（事前に調律された）と表現することもある。皮を湿らせる、火で炙るなどすることを調律と表現する場合もある。

#### ティンパニの調律
ティンパニは明確な音高を持つ太鼓である。リムに複数の調律ねじが付いていて、これを回すと皮にかかる張力が大きくなったり小さくなったりする。このことによって音高が変化する。皮の中心を挟んで 180 度離れた調律ねじを対として扱い、360 度どの角度からも均一な張力がかかるように調律する。ペダル・ティンパニであれば、演奏中にペダルを上下させることでピッチを変えることができる。また、ペダルはグリッサンド奏法に使用することもできる。ハンドル・ティンパニでは、同様の作業をハンドルを回すことで行う。

#### 木琴、鉄琴の調律
シロフォンやマリンバなどの木琴、ビブラフォンやグロッケンシュピールなどの鉄琴は、楽器の製造過程ですでに調律されている。通常、奏者や調律師によって、演奏に先立って調律されることはない。ただし、楽器を破損したり、出荷時の調律が狂っていたりする場合は、リペアに出すことで再調律することができる。

### 鍵盤楽器の調律

#### ピアノ
ピアノでは、低音域を除き、各音に3弦ずつ使われている。調律の前に、フェルトで、3本のうちの2本の弦を押さえて響かないようにする。
最初に中央ハの上のイ音を音叉など基準音を用いて合わせる。以後、中央のオクターブについて、色々な2音程間のうなりを用いて音を合わせる。

### 邦楽の楽器の調律

#### 雅楽

##### 音取り
雅楽では、演奏会などで曲に先立ち音取り（ねとり）と呼び、短い楽曲のような形式で行う。その調の雰囲気をあらかじめかもし出すためでもある。つまり調律自体が演目に含まれている。

#### 近世邦楽
邦楽、特に近世邦楽、殊に地歌では、転調に対応するために曲中で調弦を変えることが行なわれる。三味線では開放弦に音階上の主要音を割り当てるため、いくつかの調弦法があり、属調や下属調への転調のために、曲の途中でその演奏に適する調弦法へ変換するよう作曲されている。曲によっては二回以上調弦を変える曲も少なくない。箏でも同様である。ただし両者とも、ごく一時的な転調にはポジションを変えたりすることで対応する。また、とくに三味線の場合、転調とはまた別に、調弦法によって響きが違い、それが特有の雰囲気をかもし出すことも重要である。

##### 箏の音取り
箏については、現在は調律笛で基本となる音（主に一絃）を調律し、その音を基準に調律（平調子であれば一絃に五・十絃を合わせる）する。